# Jorge Ruibal
Jorge Ruibal Pino (Montevideo, 6 de junio de 1945), magistrado uruguayo, ministro de la Suprema Corte de Justicia entre 2007 y 2015.

## Biografía
Graduado como abogado en 1975, comenzó su carrera en el Ministerio Público. Fue nombrado Fiscal Letrado en el departamento de Rivera en 1977, y pasó a ser Fiscal en la ciudad de Carmelo, departamento de Colonia, desde 1978.
En 1979 ingresó al Poder Judicial, siendo designado Juez Letrado en Colonia (1979-1980) y en Maldonado (1980-1981). En 1981 pasó a ser Juez Letrado en lo Penal en Montevideo, cargo en el que se mantuvo hasta que en 1989 fue nombrado Juez Letrado en lo Civil de 2º Turno.
En agosto de 1991 fue ascendido a ministro del Tribunal de Apelaciones en lo Civil de 4º Turno. Un año después pasó al similar de 3º Turno, y en 1998, finalmente, fue trasladado al Tribunal de Apelaciones en lo Penal de 1º Turno.
Al generarse una vacante en la Suprema Corte de Justicia por el cese del ministro Roberto Parga en febrero de 2007, Ruibal era el ministro más antiguo de los Tribunales de Apelaciones del país. Aunque, de acuerdo a la Constitución, debía esperar 90 días para ingresar automáticamente al máximo órgano jurisdiccional, la Asamblea General (Poder Legislativo) decidió, siguiendo precedentes de casos anteriores y dada la imposibilidad de obtener mayorías políticas para elegir a otra persona para cubrir la vacante, anticipar la designación de Ruibal como ministro de la Suprema Corte de Justicia, cargo que asumió entonces en marzo de 2007. 
El 1 de febrero de 2008 asumió como Presidente de la Suprema Corte de Justicia, cargo que desempeñó durante dicho año, y hasta el 2 de febrero de 2009, cuando le sucedió su colega Jorge Larrieux. Volvió a presidir el cuerpo desde el 1 de febrero de 2013.